# سوزان عثمان
سوزان عثمان (بالإنجليزية: Susan Osman)‏ هي مذيعة أخبار وصحفية بريطانية، ولدت في القرن العشرين.